# Sorex tenellus
Sorex tenellus är en däggdjursart som beskrevs av Clinton Hart Merriam 1895. Sorex tenellus ingår i släktet Sorex och familjen näbbmöss. IUCN kategoriserar arten globalt som livskraftig. Inga underarter finns listade i Catalogue of Life.
Denna näbbmus förekommer i västra USA i Kalifornien och Nevada. Den vistas i bergstrakter upp till 3000 meter över havet samt i dalgångar och i delar av Great Basin. Växtligheten i utbredningsområdet kännetecknas av praktgran (Abies magnifica), av engelmannsgran (Picea engelmannii) och av buskar från malörtssläktet (Artemisia) samt av många kvistar som ligger på marken. Sorex tenellus äter olika ryggradslösa djur som insekter och daggmaskar.